# 志島村
志島村（しじまむら）は、三重県志摩郡にあった村。現在の志摩市の一部にあたる。

## 地理
- 海洋：太平洋[2]
- 半島：志摩半島[2]

## 歴史
- 江戸時代、志摩国英虞郡志島村は、鳥羽藩領で国府組に属した[2]。
- 1889年（明治22年）4月1日、町村制の施行により、英虞郡畔名村、志島村、名田村が合併して村制施行し、三和村が発足[3]。旧村名を継承した志島、畔名、名田の3大字を編成。
- 1894年（明治27年）2月13日、3大字が分立して志島村、畔名村、名田村が発足[1][2][3]。大字は編成せず[2]。
- 1896年（明治29年）4月1日、郡の統合により志摩郡に所属[2][4]。
- 1955年（昭和30年）1月1日、志摩郡鵜方町、神明村、立神村、甲賀村、国府村、安乗村と合併し、阿児町を新設して廃止された[1][2]。合併後、阿児町大字志島となる[2]。

### 地名の由来
隣接地の甲賀、国府に国衙が置かれていた時に墓所となり、静寂な地であったことから「シジマ」と称されたことから。

## 産業
- 農業、漁業

## 名所・旧跡
- 志島古墳群[2]